# Pelastoneurus teaniatus
Pelastoneurus teaniatus är en tvåvingeart som beskrevs av Becker 1922. Pelastoneurus teaniatus ingår i släktet Pelastoneurus och familjen styltflugor. Inga underarter finns listade i Catalogue of Life.